# Проблема с какашкой
«Проблема с какашкой» — третий эпизод двадцать второго сезона мультсериала «Южный Парк». Вышел 10 октября 2018 года в США. Премьера в России состоялась 17 октября на телеканале Paramount Comedy.

## Сюжет
На заседании городского совета «Южного Парка» мистеру Хэнки сообщают, что бюджет Рождественского праздника сокращён вдвое. Несмотря на то, что многим жителям «Южного Парка» мистер Хэнки нравится, ему говорят, что многие находят его оскорбительным. Мистер Хэнки в твиттере оскорбляет учеников музыкального кружка начальной школы, а затем и городской совет, который увольняет его. Хэнки пытается нанять адвоката, но у него ничего не получается. Поэтому он нанимает Кайла, т. к. его отец адвокат. На судебных заседаниях большее внимание уделяется его оскорбительным твитам, которые он выдаёт за шутку.
ПК Директор извиняется перед Сильной Женщиной, беременной от него, но она говорит, что произошедшее было ошибкой и им не нужно об этом говорить. После этого они устраивают собрание в спортзале и рассказывают детям об искусственном оплодотворении, чтобы скрыть связь между друг другом. В ходе собрания у Сильной Женщины появляются схватки. В больнице она рожает пятерых политкорректных детей (ПК Дети) и все они похожи на ПК Директора, однако сама Сильная Женщина отказывается признавать, что он отец детей. ПК Директор, не имея прямого доступа к детям, предлагает рассказывать другим людям, что он не отец, а их няня.
Мистер Хэнки просит Кайла помочь ему поставить музыкальное представление в парке, во время которого он использует неполиткорректные выражения в адрес ПК Директора и Сильной женщины, что заставляет плакать ПК Детей. Мистер Хэнки снова начинает оскорблять жителей города и завязывает драку с Кайлом, в ходе которой разрушается их сцена. Южный Парк разрывает все отношения и прощается с мистером Хэнки. Он покидает город в поисках места, которое принимает таких же расистских существ, как и он. Он приезжает в город Спрингфилд (место действия мультсериала «Симпсоны»), где жители тепло его приветствуют. После этого на экране появляется хештег #cancelthesimpsons (отмените Симпсонов).